# Jack Layton
John Gilbert Layton, detto Jack (Montréal, 18 luglio 1950 – Toronto, 22 agosto 2011), è stato un politico canadese, leader del Nuovo Partito Democratico dal 2003 al 2011 e leader dell'opposizione ufficiale nel 2011.
In precedenza ha fatto parte del Consiglio comunale di Toronto, ricoprendo occasionalmente il titolo di sindaco ad interim. Layton è stato deputato del Parlamento per Toronto—Danforth dal 2004 fino alla sua morte
Durante la sua leadership il Nuovo Partito Democratico si è spostato verso la socialdemocrazia e il federalismo.

## Biografia
Jack Layton nacque a Montréal, in Québec ed è cresciuto nella vicina Hudson, una comunità in gran parte anglofona. I suoi genitori erano Doris Elizabeth (nata Steeves), pronipote di William Steeves, un padre della Confederazione, e il deputato conservatore progressista Robert Layton. Era il nipote di Gilbert Layton,  ministro senza portafoglio nel governo del premier dell'Union Nationale del Quebec Maurice Duplessis. Studiò alla Hudson High School e si laureò con lode alla McGill University nel 1970 in scienze politiche. Layton attribuì a un professore della McGill, il filosofo politico Charles Taylor, l'influenza principale nella sua decisione di passare da una laurea in scienze a una laurea in arti. Inoltre, è stato su consiglio di Taylor che conseguì il dottorato presso l'Università di Toronto per studiare con il filosofo politico CB Macpherson.
Nel 1970, la famiglia si trasferì a Toronto. Nel 1974, Layton divenne professore al Ryerson Polytechnical Institute (ora Toronto Metropolitan University). Nel decennio successivo insegnò a Ryerson, York e all'Università di Toronto. Divenne anche un importante attivista per una varietà di cause. Ha scritto diversi libri, tra cui Homelessness: The Making and Unmaking of a Crisis e un libro sulle politiche pubbliche in generale, Speaking Out.

### Leader dell'NDP

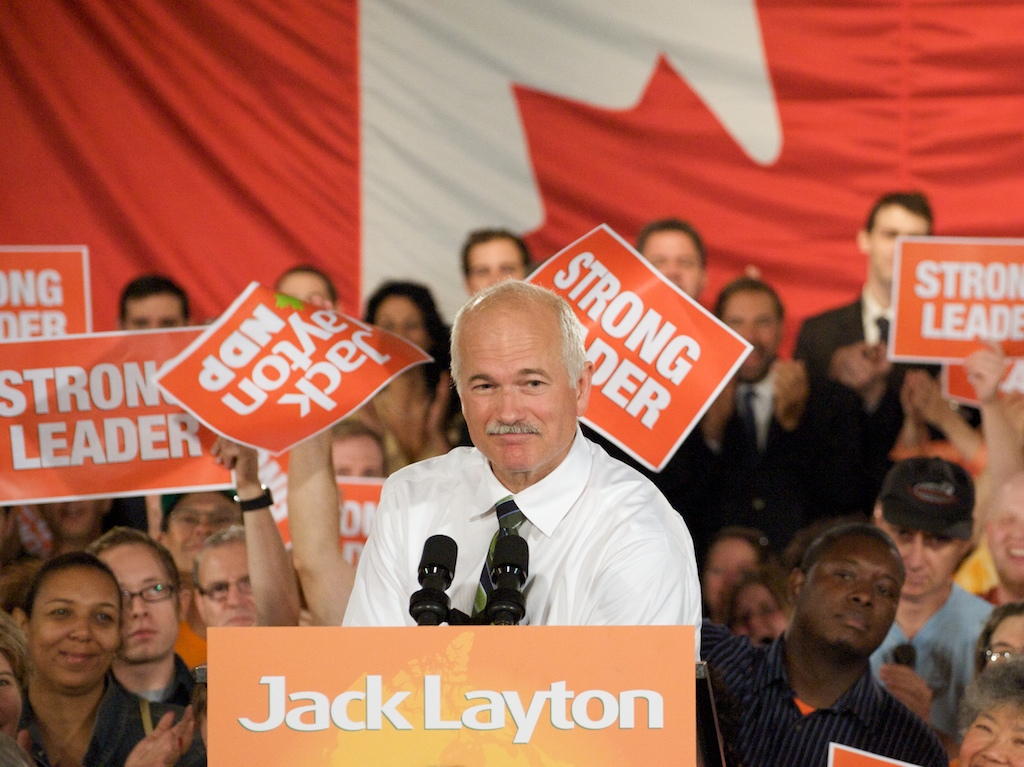
Layton ad una manifestazione del partito

Layton è stato eletto leader dell'NDP alla convention della leadership del partito a Toronto, il 25 gennaio 2003. Ha vinto al primo scrutinio con il 53,5% dei voti, sconfiggendo Bill Blaikie, Lorne Nystrom, Joe Comartin e Pierre Ducasse. La sua campagna si è concentrata sulla necessità di rinvigorire il partito ed è stata ampiamente sostenuta dall'ex leader dell'NDP Ed Broadbent.
Layton non ha cercato l'elezione alla Camera dei Comuni candidandosi in elezioni suppletive, come è tradizione tra i nuovi leader di partito senza seggio. Invece, ha aspettato fino alle elezioni federali del 2004 per opporsi nel distretto di Toronto-Danforth al liberale Dennis Mills. Sebbene non avesse un seggio parlamentare, Layton era noto per aver attirato una notevole attenzione da parte dei mass media canadesi. Gran parte dei suoi discorsi criticavano le politiche dell'allora primo ministro canadese Paul Martin, conservatore, e sostenevano che l'ideologia del Partito Liberale del Canada si era spostata in una direzione più a destra. Un altro obiettivo della leadership di Layton era concentrare gli sforzi del partito sul Quebec, una delle province più deboli del partito. Uno dei suoi oppositori nella corsa alla leadership, Pierre Ducasse, è stato il primo Québécois a candidarsi alla carica di leader dell'NDP. Dopo la gara, Layton ha nominato Ducasse suo luogotenente del Quebec e portavoce del partito.
Il risultato degli sforzi di Layton è stato un forte aumento del sostegno del partito. Entro la fine del 2003, il partito aveva sondaggi più alti sia dell'Alleanza canadese che dei conservatori progressisti.

### Elezioni del 2004
Durante le elezioni federali canadesi del 2004, è scoppiata una controversia sull'accusa di Layton secondo cui il primo ministro liberale Paul Martin era responsabile della morte di senzatetto perché non era riuscito a fornire finanziamenti per alloggi a prezzi accessibili.  Mentre i tassi di senzatetto e di morti per questo motivo sono aumentati durante gli undici anni di governo liberale, il collegamento con le decisioni di Martin è stato indiretto poiché gli alloggi a prezzi accessibili sono una giurisdizione principalmente provinciale. L'accusa di Layton è stata difesa da alcuni, tra cui l'Ottawa Citizen, ma la maggior parte l'ha attaccata come una campagna elettorale inaccurata e negativa.
Seguirono ulteriori polemiche quando Layton suggerì la rimozione del Clarity Act , considerato da alcuni vitale per mantenere il Quebec in Canada e da altri come antidemocratico, e promise di riconoscere qualsiasi dichiarazione di indipendenza del Quebec dopo un referendum.  Questa posizione non faceva parte della politica ufficiale del partito dell'NDP, portando alcuni membri di alto profilo del partito, come il leader della Camera dell'NDP Bill Blaikie e l'ex leader dell'NDP Alexa McDonough, a indicare pubblicamente che non condividevano le opinioni di Layton. La sua posizione sul Clarity Act è stata ribaltata nelle elezioni del 2006 in una di sostegno.

### Ultimi successi nel 2011
Alle elezioni del 2011 l'NDP ha raggiunto il massimo dei consensi nella sua storia, diventando il primo partito in Québec, provincia natale di Layton. Il successo è stato attribuito all'avvicinamento del partito al federalismo e a scandali legati al partito Liberale. Negli anni successivi la base elettorale in Québec è diminuita.

## Vita privata
Nel 1969, sposò Sally Halford da cui ebbe due figli (Sarah e Mike). Nel 1988 sposò Olivia Chow.
È morto a seguito di un tumore nel 2011 all'età di 61 anni.